# 資金源強奪
『資金源強奪』（しきんげんごうだつ）は、北大路欣也主演・深作欣二監督・東映製作で1975年6月21日に公開された日本映画。

## 概要

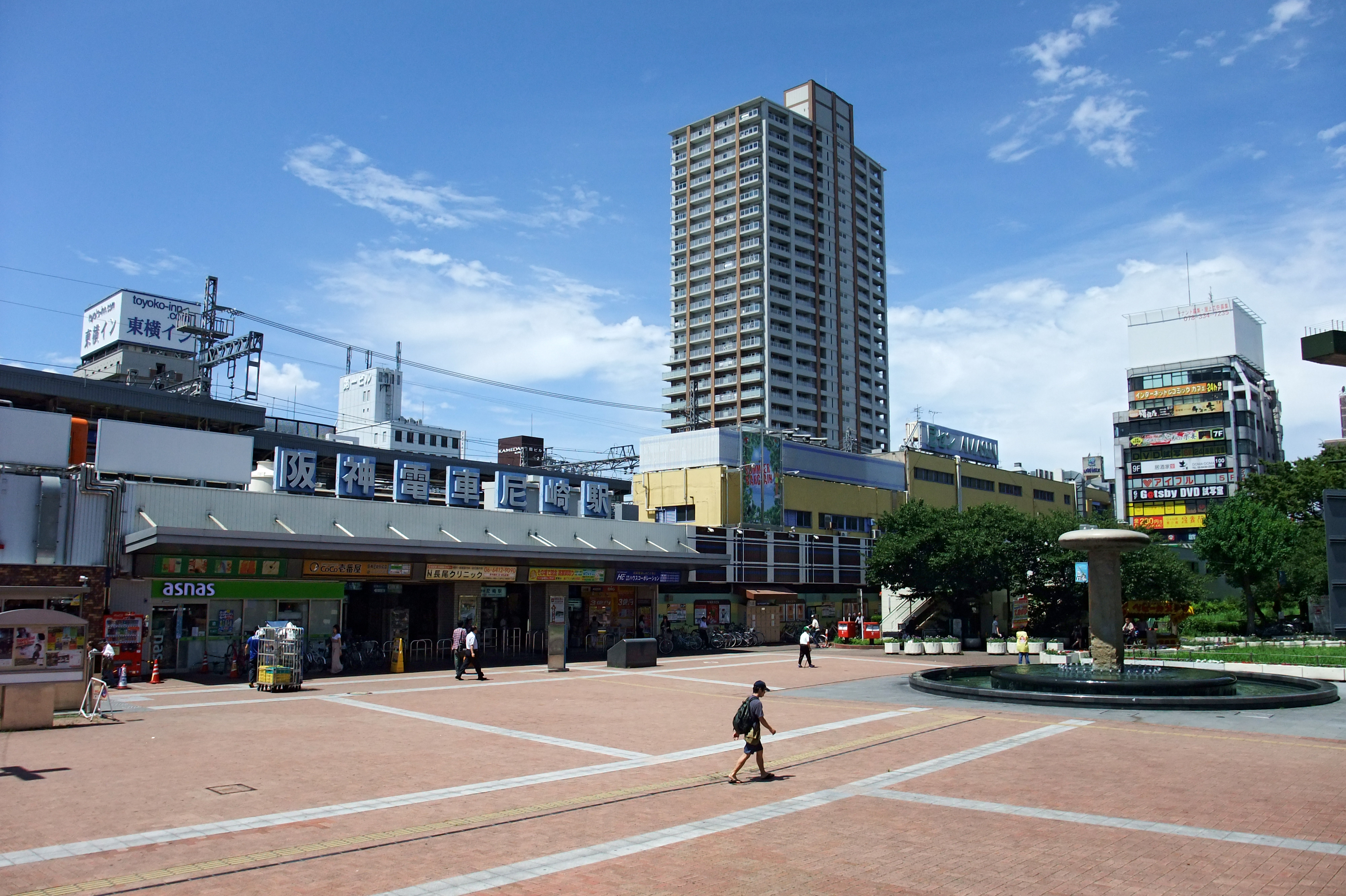
阪神電車尼崎駅前でロケが行われた

1965年の『徳川家康』以来、10年ぶりの北大路欣也主演映画で、大金を奪い合う悪党たちの様子をコミカルに描く。文献により北大路の相棒を演じた川谷拓三・室田日出男が主役と書かれたものもあり、北大路も「僕と拓三さんと室田さんが主役で...簡単に言ってしまえば拓三さんの出世作だと思いますよ。素晴らしい映画です」と話している。
北大路と腐れ縁を持つ停職中の刑事に梅宮辰夫。東映出身ながら、退社後、文学座で大女優の道を歩んでいた太地喜和子が12年ぶりの東映映画出演で、北大路の情婦を演じ、北大路との濃厚な濡れ場を見せる。また松方弘樹・山城新伍がカメオ出演を買って出た。

## ストーリー
敵対する暴力団の組長を射殺し、8年間の刑務所生活を送ったやくざ・清元武司。
獄中でひそかに、自らの属する羽田組から大金を強奪する計画を練っていた清元は出所後、刑務所仲間の別所鉄也・小出熊吉とともに組が開いていた賭場を襲撃し、まんまと3億5千万円を手に入れた。羽田組は停職中の悪徳刑事・能代文明を雇って犯人を追跡させようとするが…

## スタッフ
- 企画: 日下部五朗、杉本直幸
- 脚本: 高田宏治
- 撮影: 赤塚滋
- 照明: 中山治雄
- 録音: 溝口正義
- 美術: 井川徳道
- 音楽: 津島利章
- 編集: 市田勇
- 監督補佐: 皆川隆之
- 助監督: 野田和男
- 記録: 田中美佐江
- 装置: 温井弘司
- 装飾: 山田久司
- 背景: 宮内省吾
- 美粧、結髪: 東和美粧
- スチール: 諸角良男
- 衣裳: 森譲
- 演技事務: 上田義一
- 擬斗: 上野隆三
- 進行主任: 伊藤彰将
- 監督: 深作欣二
- 制作：東映京都撮影所

## キャスト

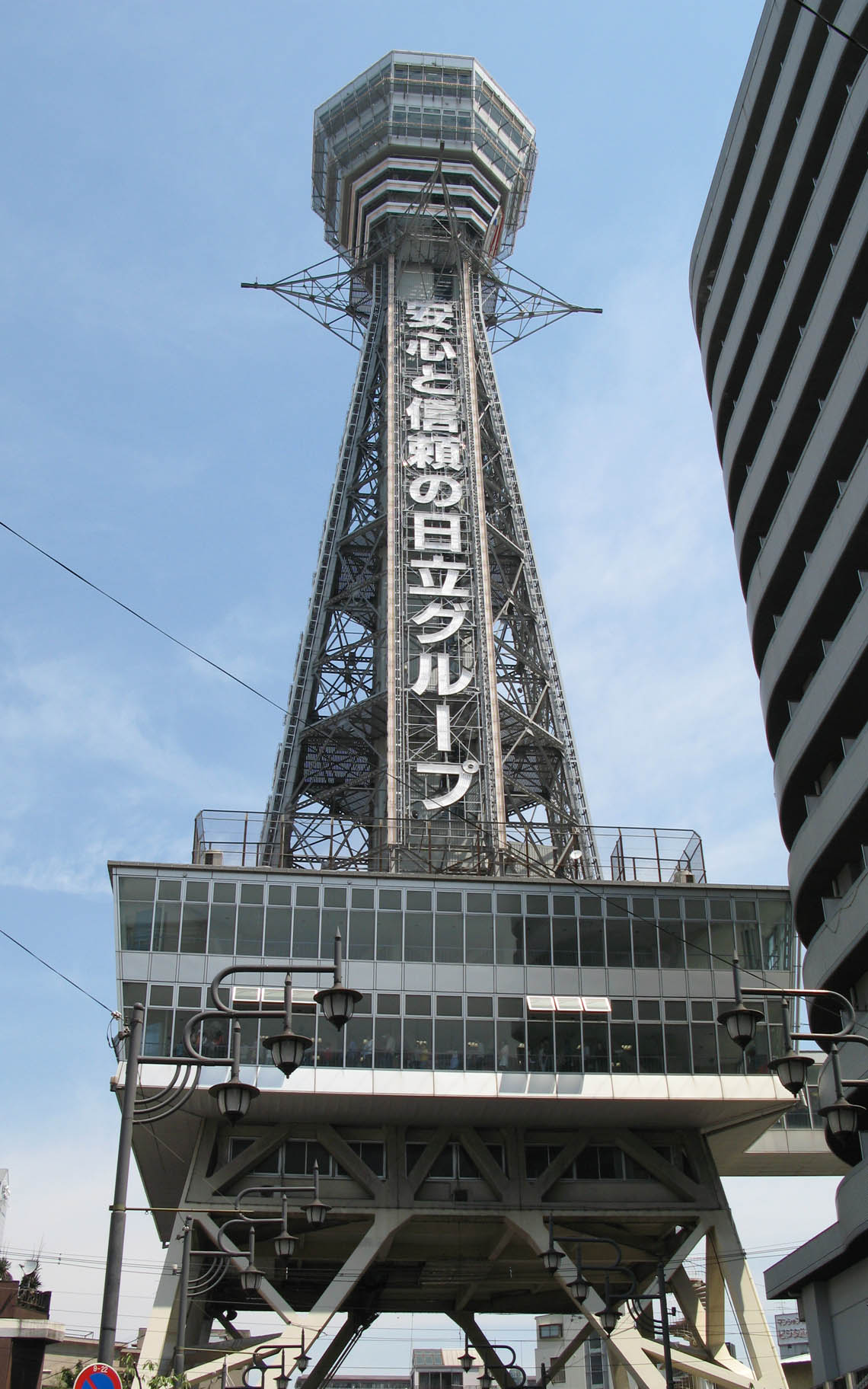
クライマックスで能代が展望台上から狙撃を行う通天閣。羽田組は通天閣の横にあるという設定。

- 清元武司: 北大路欣也
- 一宮静子: 太地喜和子
- 小出熊吉: 室田日出男
- 別所鉄也: 川谷拓三
- 行夫: 山城新伍
- 園田冴子: 小泉洋子
- 洋子: 渡辺やよい
- みちる: 芹明香
- 羽田博厚: 安部徹
- 芥川信義: 天津敏
- 皆川克巳: 北村英三
- 杉谷勝次: 今井健二
- 国吉稔: 名和宏
- 都築春男: 林彰太郎
- 伴達彦: 西田良
- 絹子: 奈三恭子
- 灘孝太郎: 中村錦司
- 天野清次: 鈴木康弘
- 競艇場の男：成瀬正孝
- 司玄治: 岩尾正隆
- 羽田組組員: 木谷邦臣
- 羽田組組員：藤沢徹夫
- 羽田組組員：福本清三
- 羽田組組員：松本泰郎
- 雪子: 丸平峰子
- 賭場の親分：疋田泰盛
- ディスコの少女：斉藤浩子
- 少年：細井伸吾(カット)
- 少女：鎌田和佐(〃)
- 少年：森本晃次(〃)
- 吉野政治: 小田正作
- 前田: 松方弘樹(友情出演)
- 能代文明: 梅宮辰夫
- 以下ノンクレジット
- 靴磨き：畑中伶一

## 製作

### 企画
企画、及びタイトル命名は、岡田茂東映社長。当時岡田が漢字の題名を先に考え、出来たタイトルで映画を作れと現場に指示していた。『強盗放火殺人囚』『北陸代理戦争』等も同じで、本作は五文字の漢字で岡田がタイトルを作り、高田宏治に脚本を発注した。高田は『博奕打ち 総長賭博』の取材で、ヤクザの花会等で奪われても警察に届けられない何億もの現金が動くのを見たことがあり、ヤクザの資金源を襲うというのは面白いとホンを執筆した。

### キャスティング
1975年2月の『仁義の墓場』公開中に、岡田茂東映社長が「1975年の東映大作に渡哲也を続々出演させて、渡を東映のエースにする」とブチ上げ、6月公開『スーパー・アクション／強奪』というタイトルで渡の主演作として発表した。しかし渡が前年に続き長期療養を余儀なくされたため、本作も渡の代わりに北大路欣也の主演、菅原文太共演に変更された、この年4月5日公開の『大脱獄』も菅原は予定になかった渡の代役を務め、同じ月に岡田社長が「今年の後半は松方、北大路中心のローテーションを組む」と発言したことが、菅原には面白くなく、菅原が公開予定の一ヶ月前の5月になって「オレは出ないよ、夏まで静養したい」と本作出演を拒否した。菅原は腸にポリープがあり、4月25日から5月9日まで虎の門病院に入院し、退院後は自宅療養中で、5月16日夜にプロデューサーが菅原の自宅を訪ね説得したが「最初から企画に参加してないので、共演とはいえ、作品に責任が持てない」「渡哲也と同じだ」などと出演を拒否。一時製作の目途が立たない状況になった。菅原が演じる予定だったのは北大路と対決する刑事役だったと見られ、代役は梅宮辰夫になった。結局、菅原は長期静養を表明し、『県警対組織暴力』の後1975年4月20日から、7月21日の『トラック野郎・御意見無用』クランクインまで丸三ヶ月の間、仕事を休んだ。菅原が出演予定があったのは、本作『資金源強奪』と『新幹線大爆破』『暴力金脈』の三本であった。

## トラブル
監督は深作欣二が担当したが、タイトルクレジットでは平仮名の「ふかさくきんじ」表記になっている。これは東映本社との対立によるもので、犯罪を扱う内容が反社会的とみなされるのを恐れ、劇中の数ヵ所に刑法の条文を挿入させられたことへの反発とも、殺人的スケジュールや低予算に対する抗議だったとも言われている。
脚本の高田宏治は、自分としては面白く書けた脚本で、試写で深作に「面白い」と褒めたのだが、深作は試写後に企画部長に「僕のクレジットを平仮名にしてくれ」と言ったと証言している。高田は深作の本心は未だナゾだが、『仁義の墓場』みたいな名作を撮ってジャーナリストからもチヤホヤされていた時期だったから、ちょっと（本作に対する）思い入れが違ったのではないか」などと話している。

## 作品の評価
公開当時の映画誌に「銀行強盗、現金輸送車襲撃、列車強盗映画はこれまでにも数々製作されているが、法律や警察の盲点ともいうべき暴力団の資金源を強奪するドラマはこの作品がはじめて。もっとも外国では『オーシャンと十一人の仲間』とか『地下室のメロディー』とか傑作があるが、結局、金は手に入らないという寸法...」などと記述されている。
北大路欣也は「評価低いねえ。お客が入らなかったから」などと述べている。
白石和彌は「東映さんも実録物も割と早い段階でネタがなくなって、その世界観を利用して作った『資金源強奪』とか『暴走パニック 大激突』とか、より劇画化した映画がけっこう好きです」などと述べている。

## 同時上映
『青い性』
- 主演：三東ルシア / 監督：小平裕

『実録・ベトナム戦争残虐史』
- 構成：井出昭 / 製作：ゼネラルワーク

## 関連書籍
- 杉作J太郎、植地毅『仁義なき戦い 浪漫アルバム』徳間書店、1998年。ISBN 978-4198608460。

北大路欣也へのインタビューの中で、本作品についても言及されている。

## 映像ソフト
- 一般家庭にビデオが普及する前の1981年頃、東映芸能ビデオからVHSが5万8000円で発売されていた[28]。
- その後、長らくビデオソフトが再発売されておらず視聴困難な状態が続いていたが、ファンのリクエストに応え[5]、2008年12月5日、東映ビデオからDVDが発売された[5]。
- 地上波を含み、テレビでは何度かオンエアされている。